# Salvatore Cammarano
Salvatore Cammarano (Nápoles, Campania; 19 de marzo de 1801-ibídem, 17 de julio de 1852) fue un poeta italiano que escribió libretos de ópera durante el siglo XIX para compositores como Gaetano Donizetti y Giuseppe Verdi.
Escribió casi cuarenta libretos. De la contribución con Donizetti se pueden destacar los libretos de Lucia di Lammermoor (basado en la obra The Bride of Lammermoor de Walter Scott), Roberto Devereux y Poliuto. Para Verdi escribió Alzira, La battaglia di Legnano, Luisa Miller e Il Trovatore. Esta última, tras su muerte, fue alterada por Leone Bardare a solicitud de Verdi. También quedó inconcluso el eterno proyecto de Verdi de componer una ópera con la obra El rey Lear de Shakespeare. A su vez, escribió óperas para otros compositores como Saverio Mercadante (La vestale, Il proscritto, Elena da Feltre, Orazi e Curiazi, Virginia, Il reggente) y Giovanni Pacini (Saffo, La fidanzata corsa).